# Vorkonditionierung (Elektroauto)
Unter Vorkonditionierung versteht man im Automobilbereich bei Elektroautos
- das Vorheizen der Antriebsbatterie für zeitnahes Schnellladen bzw. Entladen für den Leistungsabruf oder
- die Klimatisierung des Fahrzeuginnenraums vor der Abfahrt.

## Vorkonditionierung der Antriebsbatterie
Falls die Batterie eines Elektroautos eine zu niedrige Temperatur (< 10 °C) hat, schädigt es auf Dauer die Antriebsbatterie, falls sie mit zu hoher Ladeleistung geladen wird. Deshalb reduzieren viele Batteriemanagementsysteme die Ladeleistung, bis die Batterie auf eine ausreichend hohe Temperatur aufgeheizt wurde. Um diese Verzögerung zu vermeiden und die Batterie direkt mit hoher Ladeleistung zu laden, wird ein vorheriges Aufheizen der Batterie eingeplant. Viele Elektroautos heizen die Batterie automatisch auf, falls durch die Streckennavigation des Bordcomputers oder Infotainmentsystems eine Ladesäule als (Zwischen-)Ziel angegeben wurde. Alternativ kann bei manchen Elektroautos auch manuelles Aufheizen gestartet werden.
Je nach Batterietyp sollte die optimale Temperatur der Batterie zwischen 20 °C bis 25 °C (NMC) oder 40 °C (LFP) betragen. Manche Hersteller heizen die Batterie auch auf eine Mindesttemperatur auf, solange die Batterie mit Strom über einen Ladestecker versorgt wird.
Aber nicht nur das Aufheizen einer kalten Batterie ist notwendig, sondern auch das Kühlen einer zu warmen Batterie – insbesondere im Sommer und bei starker Beanspruchung wie Schnellladen –, um die Batterie auf Dauer zu schonen und ein effektives Schnellladen zu gewährleisten.

## Vorkonditionierung der Fahrgastzelle
Um die Reichweite eines Elektroautos zu erhöhen, kann es sinnvoll sein, die Fahrgastzelle vor der Fahrt, während es noch mit einem Ladestecker verbunden ist, zu klimatisieren. Hierzu kann eine Standheizung oder Klimaanlage eingesetzt werden, die meist mit einer Smartphone-App bedient werden kann, um so die gewünschte Abfahrtszeit und Temperatur einzustellen, um das Fahrzeug mit Strom über den Ladestecker zu temperieren. Eine Standheizung ist bei fast allen Elektroautos standardmäßig verbaut.